# Chidr (Syria)
Chidr (arab. خضر) – wieś w Syrii, w muhafazie Aleppo, w dystrykcie Afrin. W 2004 roku liczyła 810 mieszkańców.